# مايك ويبر
مايك ويبر (بالإنجليزية: Mike Weber)‏ هو لاعب هوكي الجليد أمريكي، ولد في 16 ديسمبر 1987 في بيتسبرغ في الولايات المتحدة.

## وصلات خارجية
- مايك ويبر على موقع دوري الهوكي الوطني (الإنجليزية)
- مايك ويبر على موقع EliteProspects.com (الإنجليزية)
- مايك ويبر على موقع Eurohockey.com (الإنجليزية)
- مايك ويبر على موقع HockeyDB.com (الإنجليزية)
- مايك ويبر على موقع Hockey-Reference.com (الإنجليزية)